# Лулео-Центральне
65°35′03″ пн. ш. 22°09′54″ сх. д. / 65.584166666667° пн. ш. 22.165° сх. д.
Лулео-Центральне (швед. Luleå centralstation) або Лулео C — залізнична станція, розташована на залізниці через Верхній Норрланд у Лулео, Швеція.
Станція належить Jernhusen і є кінцевою станцією лінії.
На початок 2020-х найбільшим користувачем залізничної станції Лулео є LKAB Malmtrafik, дочірня компанія гірничодобувної компанії LKAB.

## Історія
Будівництво залізниці Мальмбанан розпочалося в Лулео в 1884 році, а дистанція Лулео — Буден була завершена в 1886 році.

Червону цеглу для будівництва вокзалу транспортували на кораблем з Англії до Лулео, будівництво було завершено у грудні 1888 року.

Перший рудний потяг з Єлліваре до порту Лулео пробув 12 березня 1888

## Розташування
Станція розташована у східній частині центру міста.
Автовокзал розташований за 300 м на північний захід від станції.

У пішій доступності від вокзалу також є три готелі.

## Трафік
Станція Лулео має три основні локації, найпівнічніша — пасажирська станція та вокзал Лулео (швед. Luleå C, скорочено Le).
Відразу на південь від нього знаходиться вантажний двір.
Найпівденніша частина — рудний склад Лулео (швед. Luleå malmbangård, скорочено Lemb),

який закінчується на одноколійній зворотній петлі до Сандск'яр.

На зворотній петлі до Сандск'яр розташована розвантажувальна дистанція.

Думпкари з рудою вивантажуються через нижні люки, коли поїзд повільно проходить через рудний двір, і поїзд може продовжити свою подорож на північ після зміни машиністів.

### Пасажирський трафік
Станція обслуговує два щоденних потяги на залізниці Мальмбанан до станції Кіруна-Центральна та далі по Уфутенбанен до станції Нарвік у Норвегії.

Крім того, існує щоденне сполучення до Умео-Центральне та два щоденні рейси до Стокгольм-Центральний заліницею через Верхній Норрланд. Потяги обслуговує SJ AB.